# Kolbudy (plaats)
Kolbudy (Duits: Ober Kahlbude) is een dorp in het Poolse woiwodschap Pommeren, in het district Gdański. De plaats maakt deel uit van de gemeente Kolbudy en telt 3012 inwoners.

## Verkeer en vervoer
- Station Kolbudy (gesloten)